# Агреман
Агрема́н (от фр. agrément — одобрение, согласие) — предварительное согласие одного государства на назначение определённого лица в качестве главы дипломатического представительства другого государства.

## Нормативная база
Агреман предписывается Венской конвенцией о дипломатических сношениях.

## Общепринятые правила
- Агреман запрашивается только на глав дипломатических миссий (в современной практике — на послов) и, как правило, через ведомство иностранных дел принимающей страны убывающим послом или старшим сотрудником дипломатической миссии.
- При запросе агремана сообщаются некоторые биографические сведения о лице, намеченном к назначению.
- Обычно агреман запрашивается и дается в письменной форме; переписка об агремане и возможный отказ в нём не разглашаются.
- В соответствии с практикой ряда стран агреман запрашивается устно, таким же путём сообщается ответ.
- После получения агремана кандидат становится «персоной грата»; отрицательный ответ означает, что данное лицо считается «персоной нон грата».
- Государство пребывания не обязано сообщать мотивы отказа в агремане.[1]